# 蒙兀兒史記
《蒙兀兒史記》，由中国清末民初人屠寄所作，共一百六十卷，包括本纪十八卷，列传一百二十九卷，表十二卷，志一卷，有十四卷有目无文。
由於明代《元史》編纂工作過於草率，錯誤百出，歷代學者多有改编以及续作，如邵远平《元史类编》、魏源《元史新编》、洪钧《元史译文证补》。屠寄认为以元史不能尽括蒙古历史，于是以纪传体通史体例，撰写蒙古族专门史。从光绪二十一年（1895年），他在黑龙江省任职时，以二十年之力，搜集中西史料，参考洪钧《元史译文证补》、美国乞米亚可丁《蒙古史》、《多桑蒙古史》等書，对《元史》纪传中的史实进行考订，结合实地考察，纠正错误，补充史实。
《蒙兀兒史記》中《世纪》、《王罕、札木合列传》、《乃蛮塔阳罕列传》和《成吉思汗诸弟列传》详述蒙古族起源、成吉思汗统一漠北等史实；《宗室世系表》记述妥懽帖睦尔之后的北元政权兴衰；《帖木儿列传》记述帖木儿帝国史实；《西域传》《者勒蔑、忽必来、者别、速别额台列传》《拙赤传》《巴秃传》《昔班传》《漠北三大汗诸子列传》对蒙古三次西征、四大汗国的建立以及后王事迹都有详述。对于西北、东道地理和中西交通也多有记录。各个卷末都有史论。
《蒙兀兒史記》亦是元代實行「四等人制」說法的來源。
《蒙兀兒史記》也存在一些不足。全书没有最终完成，考证和译音也有失误之处，但比同代各元史，仍为良史。

## 内容

### 本紀
1. 卷第一　本紀第一　世紀
2. 卷第二　本紀第二上　成吉思汗上
3. 卷第三　本紀第二下　成吉思汗下
4. 卷第四　本紀第三　斡歌歹汗
5. 卷第五　本紀第四　古余克汗
6. 卷第六　本紀第五　蒙格汗
7. 卷第七　本紀第六上　忽必烈汗上
8. 卷第八　本紀第六下　忽必烈汗下
9. 卷第九　本紀第七　铁穆耳汗
10. 卷第十　本紀第八　海山汗
11. 卷第十一　本紀第九　爱育黎拔力八达汗
12. 卷第十二　本紀第十　硕德八剌汗
13. 卷第十三　本紀第十一　也孙铁木儿汗、皇太子阿速吉八
14. 卷第十四　本紀第十二　和世㻋汗
15. 卷第十五　本紀第十三　图帖睦尔汗、鄜王懿璘质班
16. 卷第十六　本紀第十四上　妥懽帖睦尔汗上
17. 卷第十七　本紀第十四下　妥懽帖睦尔汗下
18. 卷第十八　本紀第十五　后纪【有目无文】

### 列传
1. 卷第十九　列傳第一　后妃
成吉思汗诸后妃：孛兒帖大可敦忽鲁渾以下附、忽蘭可敦古兒別速以下附、也遂可敦也速干以下附、公主可敦
斡歌歹汗诸后妃：巴儿忽真大可敦、昂灰二可敦、乞里吉忽帖尼三可敦、脱列克捏乃蛮真六可敦、業里吉納妃子
古余克汗诸后妃：定宗斡亦剌海迷失三可敦、乃蠻真可敦禾忽母
拖雷妃莎儿合黑塔泥可敦
蒙格汗诸后妃：豁里剌思可敦、忽都黑台可敦、也速儿可敦、出卑三可敦、明里忽都可敦
忽必烈汗诸后妃：帖古伦大可敦、察必可敦喃必可敦附、塔剌可敦奴罕可敦附、巴牙兀真可敦阔阔伦以下附
真金太子阔阔真可敦安达迷失妃子
铁穆耳汗诸后妃：失怜荅里可敦、卜鲁罕可敦
荅剌麻八剌妃荅己可敦
海山汗诸后妃：真哥可敦（速哥失理可敦、完者歹可敦、武宗亦乞烈思妃子和世㻋汗母、唐兀妃子图帖睦尔汗母
爱育黎拔力八达汗诸后妃：阿纳失舍里可敦、荅里麻失里可敦 安里兀都思不花母
硕德八剌汗诸后妃：速哥八剌可敦、牙八忽都鲁可敦、朵儿只班可敦
晋王甘麻剌妃普顏怯里迷失拜拜海妃子、忽上海妃子
也孙铁木儿汗诸后妃：八不罕可敦、亦怜真八剌可敦、速哥八剌可敦、卜颜怯里迷失可敦、失烈帖木儿可敦、铁你可敦、必罕可敦、速哥荅里可敦、撒荅八剌可敦乃蛮真氏 汗姊宁寿公主女
和世㻋汗诸后妃：按出罕可敦、月鲁沙可敦、不颜忽都可敦、八不沙可敦乃蛮真氏 宁寿公主女、迈来迪可敦
图帖睦尔汗不荅失里可敦
鄜王妃荅里忒迷失可敦
妥懽帖睦尔汗诸后妃：荅納失里可敦、伯顔忽都可敦、完者忽都可敦木纳失里可敦以下附
2. 卷第二十　列傳第二　王罕 你勒合、札合敢不、札木合
3. 卷第廿一　列傳第三　乃蛮塔陽罕 不月魯黑、古出魯克、抄思、別的因
4. 卷第廿二　列傳第四　成吉思諸弟：拙赤合撒兒、也古、也松格、勢都兒、合赤溫、阿勒赤歹、帖木格斡赤斤、塔察兒、辽王脱脱、別勒古台、別克帖兒、口温不花、荅阿里台
5. 卷第廿三　列傳第五　德薛禪、阿勒赤、不禿、鎖兒哈、札兀儿臣、忽怜、阿失
6. 卷第廿四　列傳第六　豁兒赤兀孫、帖卜腾格里
7. 卷第廿五　列傳第七　抄兀兒、乞失里黑
8. 卷第廿六　列傳第八　主儿扯荅、客台、合答、忽亦勒荅儿、博罗欢、伯都
9. 卷第廿七　列傳第九　木合黎 孛魯、塔思、霸突魯、速渾察、乃燕、碩德、別里哥帖木兒、相威、撒蛮、脫脫、朶兒只、朶兒直班、乃蛮台、不合、忙哥、塔塔兒台、带孫、秃满带、忽鲁忽都
10. 卷第廿八　列傳第十　孛斡儿出 孛栾台、玉昔帖木兒、阿魯图、孛罗忽勒 月赤察兒、塔剌海、𠇗頭、也先铁木儿、完者铁木儿、古出、阔阔出、朵儿伯朵黑失、赤老温 沈伯、察剌、脱帖穆耳、月魯不花、阿剌罕、健都班
11. 卷第廿九　列傳第十一　者勒蔑、也孫帖額、不花、察兀儿孩、忽必来、忽都思合勒、者別、曷思麦里、速不台、兀良合台
12. 卷第三十　列傳第十二　忙哥帖木儿、脱哈帖木儿、昔班 土斡耳、那孩【有目无文】
13. 卷第三十一　列傳第十三　耶律留哥 薛闍、善哥、收国奴、永安、蒲鮮万奴 王浍
14. 卷第三十二　列傳第十四　察阿歹諸王 木阿禿干、不里、合剌旭烈兀、也速蒙哥、（窝耳轧那）、阿鲁忽、八剌合、聶古伯、怯伯、篤来帖木兒
15. 卷第三十三　列傳第十五　拖雷 末哥、不者克、牙忽都
16. 卷第三十四　列傳第十六　拙赤 斡鲁朵
17. 卷第三十五　列傳第十七　巴秃 別兒哥
18. 卷第三十六　列傳第十八　汪古畏兀二駙馬即：阿剌忽失的吉忽里 闊里吉思、朮忽難、朮安、馬札罕、阿魯禿 、巴而朮阿而忒的斤 木兒火赤哈兒的斤、紐林的斤、帖木兒補花
19. 卷第三十七　列傳第十九　漠北三大汗諸子：斡歌歹汗子：合失、闊端 蒙哥都、只必帖木兒、汾阳王別帖木兒、荆王也速也不干、闊出 失烈門、喇察兒 脱脱、合丹、灭里；古余克汗子：忽察 腦忽、禾忽 南平王禿魯；蒙格汗子：班秃、阿速歹、玉龍荅失 撒里蛮、卫王完泽、郯王徹徹禿
20. 卷第三十八　列傳第二十　合赤温 札剌台、塔出、吾也而 拔不忽
21. 卷第三十九　列傳第二十一　忽秃忽 張拔都、张世泽、忽里勒、合剌蒙都、撒里把阿禿儿、逸的察罕 木花里、塔出、亦力撒合、立智理威、韓家訥、李楨【有目无文】
22. 卷第四十　列傳第二十二　阿儿孩合撒儿 巴剌扯儿必、巴剌斡羅納儿台、不只儿、不魯罕合勒札 忽林失、許孫、紹古兒 忽都虎
23. 卷第四十一　列傳第二十三　阿只乃 忽剌出、者迭儿、怀都、孛罕 忽都、純只海 大達立、咬住、奚加、帖古迭儿、忒木台 奥魯赤
24. 卷第四十二　列傳第二十四　阿只吉、出伯
25. 卷第四十三　列傳第二十五　者卜客、客列速哥
26. 卷第四十四　列傳第二十六　脱欒 伯八、八剌、不蘭奚、塔察儿 密里察儿、宋都䚟、別里閣不花、撒吉思不花 明安答儿
27. 卷第四十五　列傳第二十七　塔塔統阿 玉笏迷失、力渾迷失、哈剌亦哈北魯 月儿思蛮、阿的迷失帖木儿、阿隣帖木儿、沙剌班、世傑班、岳璘帖木儿 哈剌普華、偰文爵、偰哲篤、偰列篪、百遼遜、撒吉思、答理麻、哈剌阿思蘭都大、写云赤篤忽璘 阿失帖木儿、昔班 斡羅思密、咬住
28. 卷第四十六　列傳第二十八　阿剌浅 阿剌罕、牙剌哇赤 馬思忽惕、阿里别、塔本 阿里乞失铁木儿、阿台、迭里威失、鎖咬儿哈的迷失
29. 卷第四十七　列傳第二十九　昔思鈐部 愛魯、脱力世官、按竺邇 徹里、步鲁合答、国宝、国安、月举连赤海牙、奥屯大哥 貞、世英
30. 卷第四十八　列傳第三十　耶律楚材 铸、希亮、客烈亦鎮海、粘合重山 南合、王德真
31. 卷第四十九　列傳第三十一　耶律阿海 秃花、秃满答儿、忙古带、吴信、耶律捏儿哥 買奴、王珣 荣祖、石抹也先 查剌、库禄满、石抹明安 咸得卜、石抹孛迭儿 海住、孫世昌
32. 卷第五十　列傳第三十二　忙哥撒儿 脱欢、伯答沙、孛魯合 也先不花、亦憐真、秃忽魯、按攤、答失蛮
33. 卷第五十一　列傳第三十三　劉嶷、张柔
34. 卷第五十二　列傳第三十四　严实、张荣
35. 卷第五十三　列傳第三十五　邸順 浹、琮、泽、郝和尚 李昱、王珍 文干、杨杰只哥、梁禎、梁瑛 天翔、孟德
36. 卷第五十四　列傳第三十六　史秉直、史進道、史天倪 楫、权、元亨、耀、枢、天祥、王守道、耶律忒末
37. 卷第五十五　列傳第三十七　董俊 文炳、士元、士選、文蔚、文用、士廉、文直、文忠、士珍、守中、守簡、士良、士恭、皇毅
38. 卷第五十六　列傳第三十八　趙迪 椿龄、趙瑨 秉温、秉正、王善 慶端、王玉 忱、王義、何实、杜丰 思明、思忠、思敬
39. 卷第五十七　列傳第三十九　闊闊不花 忒木勒哥、塔海帖木儿、按札儿、肖乃台 孛羅、不里合拔都、蒙古不花、石高山
40. 卷第五十八　列傳第四十　闊里吉思、阿魯渾薩里 尼佛普慈
41. 卷第五十九　列傳第四十一　郭宝玉 德海、侃、兀剌赤張荣、賈塔剌渾 薛塔剌海
42. 卷第六十　列傳第四十二　趙柔 晟、鮮卑仲吉、袁湘、段直、聶珪 靳和、周献臣 梁成、王兆、劉会
43. 卷第六十一　列傳第四十三　王檝、楊惟中、劉敏、趙璧
44. 卷第六十二　列傳第四十四　張子良 懋、趙祥、匡才 国政
45. 卷第六十三　列傳第四十五　洪福源 茶丘、万、君祥、波立儿、韓進、王綧 阿剌帖木儿、兀愛
46. 卷第六十四　列傳第四十六　汪世显 忠臣、德臣、良臣、惟正、惟和、李庭玉 王鈞
47. 卷第六十五　列傳第四十七　紐璘 也速带儿、拜延八都魯、火奪都、拜延、探馬赤、蒙兀速哥、也罕的斤 旦只儿、石抹按只 不老、完顏石柱、趙匣剌、张万家奴
48. 卷第六十六　列傳第四十八　李璮、王文统
49. 卷第六十七　列傳第四十九　旭烈兀【有目无文】
50. 卷第六十八　列傳第五十　阿八哈
51. 卷第六十九　列傳第五十一　脱黑脱
52. 卷第七十　列傳第五十二　阿鲁浑【有目无文】
53. 卷第七十一　列傳第五十三　乞合都、八的
54. 卷第七十二　列傳第五十四　合赞【有目无文】
55. 卷第七十三　列傳第五十五　阿不赛因【有目无文】
56. 卷第七十四　列傳第五十六　阿里不哥、昔里吉、海都
57. 卷第七十五　列傳第五十七　乃顔、哈丹 老的、也不干
58. 卷第七十六　列傳第五十八　忽必烈汗諸子：皇太子真金、安西王忙哥剌 阿难答、北安王那木罕、雲南王忽哥赤 也先帖木儿、愛牙赤大王、西平王奥魯赤 帖木儿不花、老的、阿忒思納失里、寧王闊闊出、脫歡 老章、孛羅不花、大聖奴、蛮子、義王和尚、忽都帖木儿王
59. 卷第七十七　列傳第五十九　中葉以後諸汗皇子：铁穆耳汗皇太子德壽、愛育黎拔力八達汗皇子安王兀都思不花、也孫铁木儿汗皇子晋王八的麻亦儿間卜、小薛、允丹藏卜、图帖睦爾汗皇太子阿剌忒納答剌、燕帖古思太子、太平訥太子
60. 卷第七十八　列傳第六十　史天泽 格、李伯祐、鄭温、鄭銓、鄭江、张全、思忠、孔元
61. 卷第七十九　列傳第六十一　廉希憲 商挺、趙良弼
62. 卷第八十　列傳第六十二　賽典赤贍思丁 納速剌丁、伯顔、烏馬、伯顔察儿、忽辛、怯烈、葉仙鼐
63. 卷第八十一　列傳第六十三　高智耀 睿、納麟、斡朵耳赤 劉容
64. 卷第八十二　列傳第六十四　楊大淵 文安、劉整 垓、沙全
65. 卷第八十三　列傳第六十五　劉秉中 秉恕、張文謙、窦默、姚枢 煒、楊果
66. 卷第八十四　列傳第六十六　郝经 苟宗道、月里麻思、廉希賢、張羽
67. 卷第八十五　列傳第六十七　宋子貞、張德輝、趙炳、李德輝、馬亨
68. 卷第八十六　列傳第六十八　許衡 師敬、王恂、耶律有尚
69. 卷第八十七　列傳第六十九　安童 石天麟、李元、完泽
70. 卷第八十八　列傳第七十　陳祐 思謙、天祥
71. 卷第八十九　列傳第七十一　張雄飛 高鳴、姚天福
72. 卷第九十　列傳第七十二　伯顔 相嘉失里、忒木台儿、帖木儿不花、失里伯、勗实带、塔里赤、謁只里、焦德裕、寧玉、齐秉节、賀祉、王守信、孟祺
73. 卷第九十一　列傳第七十三　阿朮 卜憐吉歹、也速䚟儿、相兀速、重喜、脱欢、苫徹、斡可歹、隋世昌、王昔剌、靳忠
74. 卷第九十二　列傳第七十四　阿里海牙 貫只哥、小雲石海涯、阿必察、亦思馬因、阿老瓦丁、李天祐、张荣实、張泰亨、解汝楫、朱国宝、郭昂 嘉、王均
75. 卷第九十三　列傳第七十五　阿塔海、阿剌罕 也速台儿、察罕、忙兀台 孛儿速
76. 卷第九十四　列傳第七十六　鄭鼎 制宣、昂霄、程介福、張禧 弘綱、張興祖、呂德
77. 卷第九十五　列傳第七十七　張弘範、李恒 世安、虎益、劉用世
78. 卷第九十六　列傳第七十八　昂吉儿、完者都、也的迷失 趙伯成、哈剌䚟
79. 卷第九十七　列傳第七十九　甘麻剌、荅剌麻八剌
80. 卷第九十八　列傳第八十　唆都 百家奴、来阿八赤 昔都儿、末赤、樊楫 李天祜、高元長 唐琮、張均
81. 卷第九十九　列傳第八十一　劉国傑 王通、王國昌、李庭 蔡珍、張洪、季庭璋
82. 卷第一百　列傳第八十二　李進、劉恩、綦公直 忙古台
83. 卷第百有一　列傳第八十三　史弼 亦黑迷失、高興
84. 卷第百有二　列傳第八十四　土土哈 床兀儿、乞台、伯帖木儿 孛蘭奚、合剌江、答答呵儿、阿答赤 伯答儿、玉哇失 阿兒思蘭、拔都兒、捏古儿、失剌拔都兒、徹里、明安、暗伯 亦憐真班
85. 卷第百有三　列傳第八十五　刘好礼、劉哈剌八都魯
86. 卷第百有四　列傳第八十六　崔斌、崔彧、劉宣 張斯立、秦長卿、杨居宽
87. 卷第百有五　列傳第八十七　淮王帖木儿不花、梁王把匝剌瓦爾密
88. 卷第百有六　列傳第八十八　阿合马、卢世荣、桑哥
89. 卷第百有七　列傳第八十九　張惠 張昉、楊湜、何荣祖、馬紹、葉李 李淦、郝彬
90. 卷第百有八　列傳第九十　張庭珍 庭瑞、張立道、李克忠 稷、梁曾、李衎 蕭泰登
91. 卷第百有九　列傳第九十一　李治、劉肃、王鶚 孟攀鱗、王磐、李昶、徐世隆
92. 卷第百有十　列傳第九十二　趙阿哥潘 重喜、段实 光、功、宝、楊漢英 嘉貞
93. 卷第百十一　列傳第九十三　夏貴、呂文煥 師夔、陳奕 嵒、管如德 周全、馬成龍、朱煥 霽
94. 卷第百十二　列傳第九十四　范文虎 吴佑、安民、继武、楚鼎、王勣翁 都中、蒲寿庚
95. 卷第百十三　列傳第九十五　朱清 虎、旭、張瑄 張文龍、黄真、天麟、羅璧、黄頭、咬童
96. 卷第百十四　列傳第九十六　不忽木 回回、巎巎、秃忽魯、堅童
97. 卷第百十五　列傳第九十七　徹里 燕只吉台太赤之孫、千奴 玉里伯里巴牙兀氏和尚之子
98. 卷第百十六　列傳第九十八　哈剌哈孫、嚢加歹 忙兀的斤、铁连
99. 卷第百十七　列傳第九十九　愛薛、也里牙、腆合、馬薛里吉思、馬可保羅
100. 卷第百十八　列傳第一百　安藏 迦魯納答思、大乘都、阿魯渾薩里 岳柱、潔实弥爾、唐仁祖、燕只不花、脱烈海牙、普顔
101. 卷第百十九　列傳第百有一　虎都铁木禄 塔海、拜降、铁哥朮、奕赫抵雅爾丁、回回、瞻思
102. 卷第百二十　列傳第百有二　鄧文原 虞槃、虞集 范梈、楊載、謝端、柳貫、黄溍、欧陽玄、貢師泰 周伯琦
103. 卷第百二十一　列傳第百有三　乞台普济 也儿吉尼、釐日、曲枢、亦納脱脱 阿沙不花、铁木儿塔识、玉枢虎儿吐华、塔识帖睦迩
104. 卷第百二十二　列傳第百有四　铁木迭儿 铁失、拜住 王貞
105. 卷第百二十三　列傳第百有五　斡羅思康里氏、博羅不花、慶童、闊里吉思燕只吉台氏、汪家奴、脱朵儿
106. 卷第百二十四　列傳第百有六　賀勝、楊朵儿只、蕭拜住
107. 卷第百二十五　列傳第百有七　脱脱、太不花、贺惟一
108. 卷第百二十六　列傳第百有八　燕帖木儿、伯顔 阿礼海牙、也速台儿
109. 卷第百二十七　列傳第百有九　别儿怯不花 帖木儿塔识、朵儿只
110. 卷第百二十八　列傳第百有十　伽乃铁哥、答失蛮合儿魯兀氏、巴里合察罕
111. 卷第百二十九　列傳第百十一　答失八都魯 孛羅帖木儿、老的沙、察罕帖木儿 擴廓帖木儿、張昶、蔡子英、李思齐、李保保、关保、关关、魏賽因不花、刘则礼
112. 卷第百三十　列傳第百十二　楊完者 曾華、陳有定 宗海、金子隆、王翰、蕭寅、藍光、羅良、陳端孫、迭里彌实
113. 卷第百三十一　列傳第百十三　泰不華、李黼、星吉、褚不華、余闕 德臣、福童、李宗可、韓建等、伯顏不花的斤 大聖奴、海魯丁、蔡誠、蒋广、陳受
114. 卷第百三十二　列傳第百十四　搠儿马罕、怯的不花【有目无文】
115. 卷第百三十三　列傳第百十五　游显、賈居正
116. 卷第百三十四　列傳第百十六　高麗
117. 卷第百三十五　列傳第百十七　何瑋、張珪、趙世延 野峻台
118. 卷第百三十六　列傳第百十八　王思廉、尚文、王約、张昇
119. 卷第百三十七　列傳第百十九　李孟、吴直方 吴莱
120. 卷第百三十八　列傳第百二十　刘因、吴澄【有目无文】
121. 卷第百三十九　列傳第百二十一　合儿班答【有目无文】
122. 卷第百四十　列傳第百二十二　驸马帖木儿【有目无文】
123. 卷第百四十一　列傳第百二十三　帖木儿
124. 卷第百四十二　列傳第百二十四　巴别儿【有目无文】
125. 卷第百四十三　列傳第百二十五上　西域
126. 卷第百四十四　列傳第百二十五中　西域
127. 卷第百四十五　列傳第百二十五下　西域
128. 卷第百四十六　列傳第百二十六　木剌夷
129. 卷第百四十七　列傳第百二十七　巴黑塔

### 表
1. 卷第百四十八　表第一上　宗室世系
2. 卷第百四十九　表第一下　宗室世系
3. 卷第百五十　表第二　诸王
4. 卷第百五十一　表第三　公主
5. 卷第百五十二　表第四之一　蒙兀氏族上
6. 卷第百五十三　表第四之二　蒙兀氏族下
7. 卷第百五十四　表第四之三　色目氏族上
8. 卷第百五十五　表第四之四　色目氏族下
9. 卷第百五十六　表第五　三公
10. 卷第百五十七　表第六　宰相
11. 卷第百五十八　表第七上　行省宰相上【有目无文】
12. 卷第百五十九　表第七下　行省宰相下【有目无文】

### 志
1. 卷第百六十　志第一　地理志、西北三藩地通释